# نازیک آمیریان
نازیک هوهانسی آمیریان (ارمنی: Նազիկ Հովհաննեսի Ամիրյան؛ انگلیسی: Nazik Amiryan زادهٔ ۱۴ مارس ۱۹۶۷) یک فرد نظامی، جنگجوی آزادی و سیاستمدار اهل ارمنستان است که  سمت ریاست فدراسیون ملی تیراندازی با کمان ارمنستان را برعهده داشت.

## زندگی‌نامه
در ۱۴ مارس ۱۹۶۷ در ایروان به دنیا آمد و از دانشگاه دولتی اقتصاد ارمنستان (۱۹۸۸) فارغ‌التحصیل شد. مانوئل گریگوریان همسر وی بود.